# Бакунины
Баку́нины — древний русский дворянский род.
Род внесён в VI часть дворянской родословной книги Тверской губернии.

## Происхождение и история рода
Род Бакуниных, по семейному преданию, происходит из Трансильвании. Предок их, Зенислав Бакунин, из дома Батор (Bathori), в святом крещении Пётр, выехал в Иоанну Великому (1492), со старшими братьями Батугердом (родоначальник Батуриных) и Анципитром. Михаил Евдокимович Бакунин за московское осадное сидение пожалован поместьем (1614). Михаил, Семён и Никифор Евдокимовичи пожалована из поместья в вотчины (1623). Никифор Евдокимов, бывший дьяком (1658), воевода в Вологде (1665—1668), Казани (1670—1673) и числившийся московским дворянином (1677). Такое же предание о происхождении рода Бакуниных изложено М. П. Чернявским в «Генеалогии господ дворян, внесённых в родословную книгу Тверской губернии с 1787-го по 1869 год».

## Описание гербов
В Гербовнике Анисима Титовича Князева 1785 года имеется две печати с изображением гербов представителей рода Бакуниных:
1. Герб Ивана Михайловича Бакунина: в серебряном поле щита изображена золотая корона из которой произрастает зелёное дерево. Щит увенчан дворянской короною (дворянский шлем и намёт отсутствуют). Справа от щита зелёная ветвь дерева, а слева фигурная виньетка.
2. Герб Петра Васильевича Бакунина: в серебряном поле щита, имеющий золотую кайму, изображено зелёное дерево произрастающее из зелёной же травы. Щит увенчан коронованным дворянским шлемом с шейным клейнодом. Цветовая гамма намёта не определена[9].

## Известные представители
- Михаил Иванович Бакунин — комендант в Царицыне при Петре I;

- Василий Михайлович Бакунин (1700—1766) — действительный статский советник, чиновник Коллегии иностранных дел. Составитель «Описания калмыцких народов, особенно таргоутского», хранившегося в рукописи в архиве коллегии иностранных дел. Прадед известного русского революционера-анархиста, идеолога народничества Михаила Бакунина. У него были два сына-тёзки — Пётр Васильевич — большо́й и Пётр Васильевич — меньшо́й, которые оба были членами иностранной коллегии при Екатерине II и входили в число четырёх членов секретной экспедиции Коллегии иностранных дел, и сын Михаил;
  - Бакунин Пётр Васильевич — большо́й (1724 — после 1800) — чиновник Коллегии иностранных дел, дослужился до чина действительного статского советника. С 1783 года по 1785 был лужским уездным предводителем дворянства, женат на Екатерине Андреевне Бартеневой, имел трёх дочерей: Анну, Александру и Марию.
  - Бакунин Пётр Васильевич — меньшо́й (1731—1786) был по влиянию своему на дела при графе Никите Ивановиче Панине соперником канцлера Безбородко. Имел чин тайного советника. Согласно «Запискам» М. А. Фонвизина, Бакунин «из честолюбивых, своекорыстных видов» открыл Григорию Орлову обстоятельства и участников заговора, направленного на свержение Екатерины Второй и установление конституционной монархии[10]. На первом заседании Академии Российской 21 октября (1 ноября) 1783 года избран её действительным членом (академиком) в числе первых тридцати шести академиков[11]. Словарь Половцова ошибочно указывает, что П. В. Бакунин был президентом Академии Российской после Дашковой (он к 1796 году — когда Дашкова ушла в отпуск — уже скончался). Женат на Анне Сергеевне Татищивой, от брака двое сыновей: Модест и Павел и две дочери: Елизавета (1763—1798) и Елена.
    - Модест Петрович Бакунин (1765—1802) — известный агрономом, возглавлял Царскосельскую земледельческую школу. Имел чин тайного советника. Имел имение в Лужском уезде Санкт-Петербургской губернии. Написал двухтомный труд «К новому разделу и обрабатыванию полей» (СПб., 1800), а также переводил с немецкого ряд книг по сельскому хозяйству. Был женат на Степаниде Ивановне Голинищивой-Кутузовой (умерла в 1805 году). У них было двое сыновей: Николай и Илья:
      - Николай (1799—1838). Коллежский секретарь (с апреля 1833). Был женат на баронессе Софье Карловне фон Типольт.
        - Модест Николаевич — дипломат
          - Модест Модестович (1848—1913) — дипломат, генконсул в Сараево и Копенгагене.

        - Степанида

      - Илья Модестович (1801—1841) — генерал-майор, участник русско-турецкой войны 1828—1829 годов и Кавказских походов. Женат не был.

    - Павел Петрович Бакунин (1776—1805) — в 1796 стал директором Академии наук[12]. В результате конфликтов директора с академическим корпусом был вынужден уйти в отставку со своего поста. С 1796 года по 1801 год был управляющим Академии Российской. В 1797 году стал камергером и действительным статским советником. В 1802 году был посланником в Англии. Был женат на Екатерине Александровне Саблуковой.
      - Александр Павлович Бакунин (1797—1862) — лицейский товарищ А. С. Пушкина. После окончания лицея начал службу в лейб-гвардии Семёновском полку прапорщиком. В феврале 1823 года уволился с военной службы и поступил на службу в канцелярию московского военного генерал-губернатора, в 1825 году получает звание камер-юнкера двора Его императорского величества. Участвовал в работе кружка декабристов в Москве, состоял в петербургской масонской ложе. В июле 1829 года уходит со службы в чине надворного советника. Был женат на Анне Борисовне Зеленской (умерла в 1835 году), у них было трое детей: сын — Николай и дочери — Татьяна и Екатерина. В 1838 году становится новгородским вице-губернатором, в 1839 году получает чин статского советника, в 1840 году становится директором I департамента государственного имущества. В 1841 году переходит на службу в министерство внутренних дел. В декабре 1842 года назначается на должность тверского гражданского губернатора, в которой прослужил пятнадцать лет. В декабре 1844 года получает чин действительного статского советника. Вторым браком был женат на Марии Александровне Шулепниковой, у супругов была дочь — Варвара. В 1857 году оставил пост губернатора и получил чин тайного советника. Вскоре назначается сенатором.
        - Николай Александрович Бакунин (1828—1893) — действительный статский советник, камергер, основатель стекольного завода (в п. Сазоново Вологодской обл.).

      - Семён (1802—1864)
      - Екатерина (1795—1869).

  - Михаил Васильевич Бакунин (1730—1803) — тверской помещик, родоначальник рода Бакуниных в Прямухино. Начал службу в Санкт-Петербурге протоколистом Сената (1754) и дослужился до чина действительного статского советника и должности вице-президента Камер-коллегии. После выхода в отставку поселился в Прямухино. Умер от апоплексического удара в своем доме в Торжке в 1803 году. Отец Александра Михайловича Бакунина и дед известного русского революционера, одного из идеологов народничества — Михаила Бакунина.
    - Михаил Михайлович Бакунин (1764—1837) — генерал-майор, Могилевский и Санкт-Петербургский губернатор[13]:
      - Василий Михайлович (1795—1863) — генерал-майор в отставке, член «Союза благоденствия». Был холост.
      - Иван (1802—1874) — полковник, был женат на Екатерине Васильевне Собакиной. Их дети — дочь и два сына были узаконены после его смерти.
      - Любовь (1801).
      - Евдокия (1793—1882) — художница, учившаяся в Италии и имевшая золотую медаль от Академии художеств.
      - Екатерина (1811—1894) — знаменитая сестра милосердия, героиня двух войн XIX века.
      - Прасковья (1812—1882) — сотрудничала в сороковые годы в журналах «Москвитянин», «Маяк», «Раута», «Домашняя беседа», «Семейные вечера», «Литературный вечер», «Сборнике в пользу бедных семейств Басманного отделения на 1849 год». Поэзия Б. проникнута религиозным чувством и не выходит из круга устоявшихся образов и средств. Мало того, Б. отказывает «женской» поэзии в праве на самостоятельность. Любопытны её поэтические обработки раннехристианских легенд («Иулиания Никомедийская»). П. М. Бакуниной написано либретто оперы А. Н. Серова «Майская ночь» (по повести Н. В. Гоголя). Ею написаны «Воспоминания о священно-архимандрите Макарии, основателе Алтайской миссии». Из прозы опубликован эпизод из незавершённого романа «Одна из женщин XIX века» и «Село Турбай» — романтизированная версия малороссийского предания. П. М. Бакуниной завещал свои труды и литературный архив писатель и театральный деятель А. А. Шаховской. Вместе с сёстрами владела сельцом Козицыно в Новоторжском у. Тверской губ./Русские писатели; Словарь рус. писательниц; Смирнов-Сокольский; Российский архив (даты жизни 1812—1882)/.

    - Иван Михайлович Бакунин (1766—1796) — военный. Убит на Кавказе в звании подполковника в начале XIX века во время персидского похода. Был мистиком.
    - Александр Михайлович Бакунин (1768—1854) — тверской помещик, поэт и публицист. Владелец имения Прямухино, где в гостях у него бывали известные деятели русской культуры В. Г. Белинский, Н. В. Станкевич, Т. Н. Грановский и многие другие. Отец известного русского революционера, одного из идеологов народничества — Михаила Бакунина. Всего Александр Михайлович с женой воспитали 6 сыновей и 5 дочерей (Любовь, Варвара, Татьяна и Александра, младшая дочь Софья умерла ребёнком):
      - Любовь Александровна (1811—1838) была невестой Н. В. Станкевича; о ней сохранились (в архиве Бакуниных) трогательные воспоминания в письмах Белинского к её брату Михаилу Александровичу Бакунину, после её смерти;
      - Варвара Александровна, по мужу Дьякова (1812—1866). На её руках умер Станкевич. Переписка её, в высшей степени интересная, отчасти сохранилась в семейном архиве Бакуниных;
      - Михаил Александрович Бакунин (1814—1876) — русский мыслитель, революционер, анархист, панславист, один из идеологов народничества.
      - Татьяна Александровна (1815—1871) была центральным членом семьи и пользовалась наибольшим расположением всех братьев и сестер. Она была очень дружна также с Белинским, впоследствии же с И. С. Тургеневым и композитором Серовым;
      - Александра Александровна (1816—1882), вызвавшая сильную любовь к себе Белинского, продолжавшуюся три года, но не увенчавшуюся взаимностью; затем она была в 1839—1840 годах невестой Василия Боткина, но не вышла за него замуж, вследствие сопротивления родителей, и позднее вышла за помещика Вульфа.
      - Илья Александрович (1819—1900) — помещик
        - Алексей Ильич (1874—1945) — врач, депутат Государственной думы II созыва от Тверской губернии.
          - Татьяна Алексеевна (1904—1995) — профессор Парижского университета, историк масонства, жена М. А. Осоргина

      - Павел Александрович (1820—1900) — философ-публицист, общественный деятель.
      - Александр Александрович (1821—1908) — защитник Севастополя, участник сражений за свободу Италии, общественный деятель.
      - Алексей Александрович (1823—1882)— деятель крестьянской реформы, ботаник.